# Forjães
Forjães es una freguesia portuguesa del concelho de Esposende, en el distrito de Braga, con 8,86 km² de superficie y 2.767 habitantes (2011). Su densidad de población es de 333 hab/km².
En el patrimonio histórico-artístico de la freguesia se cuentan numerosas alminhas, o pequeños altares de culto a las ánimas del purgatorio.